# Cecília Prada
Cecília Maria do Amaral Prada (Bragança Paulista, 23 de novembro de 1929 - Campinas, 02 de março de 2024) foi uma escritora, jornalista, dramaturga, tradutora e diplomata brasileira.

## Biografia
Filha de um professor com uma dona de casa, Cecília foi uma das primeiras jornalistas  formadas no Brasil na década de 1950. Formou-se em Letras pela Universidade Presbiteriana Mackenzie e em Jornalismo pela Fundação Cásper Líbero, em 1951. É uma das mais antigas jornalistas e escritoras do país, tendo iniciado carreira de dupla qualificação aos 19 anos , no dia  3 de setembro de 1949, no jornal  A Gazeta, de São Paulo  –  com a publicação de um conto premiado em concurso, Ponto Morto, e passando a trabalhar na Página Literária.  . É considerada pela crítica especializada uma pioneira do conto moderno no Brasil , com reputação inclusive no exterior ( Itália, Alemanha, Suíça, Portugal, Espanha, Estados Unidos, Suécia ).  Tem  18 livros publicados, sendo 8 de ficção ( romance, contos, crônicas)  e 9 de jornalismo e ensaios, Pelo seu livro  O Caos na Sala de Jantar,  recebeu 3 prêmios literários,inclusive o  Revelação de Autor da APCA, em 1978.[carece de fontes?]
Em 1994, seu conto La Pietà  – reconhecido internacionalmente como “um dos mais belos contos em língua portuguesa” – foi traduzido para o alemão por  Curt Meyer-Clason (tradutor de Guimarães Rosa e de Gabriel Garcia Marques ) e escolhido para abrir o evento inaugural da Feira Internacional de Livros de Frankfurt, visto ser o Brasil naquele ano país-tema,  sendo lido e transmitido por toda a rede radiofônica  alemã.[carece de fontes?]
Pelo seu conjunto de obra, Cecilia Prada foi indicada em 2020 como candidata ao Prêmio Nobel de Literatura pela  Academia Campinense de Letras, secundada por duas outras instituições culturais.[carece de fontes?]
Foi também professora concursada de Português da rede estadual de ensino, tendo atuado na profissão de 1951 a 1955, quando pediu demissão para prestar vestibular no Curso de Preparação à Carreira de Diplomata (no Instituto Rio-Branco, Ministério das Relações Exteriores, Rio de Janeiro). Formada com a turma de 1957 como Cônsul de Terceira, exerceu a profissão até 1958. Então, na ocasião de seu casamento com um colega diplomata, Sergio Paulo Rouanet,  foi obrigada pelo Itamaraty a demitir-se, sob alegação de preceito legal que proibia o exercício da Carreira à mulher ,nesse caso - ato abusivo , inteiramente anticonstitucional.[carece de fontes?]
Trabalhou em jornais do Rio de Janeiro  (Jornal do Brasil, O Globo)  e de São Paulo ( A Gazeta, O Estado de São Paulo, revistas Visão, Istoé, Problemas Brasileiros)   Em 1979, publicou na Folha de S.Paulo a reportagem-denúncia Clínica de Repouso Congonhas, pela qual foi a primeira mulher a receber sozinha o Prêmio Esso da categoria, em âmbito nacional.
Mesmo após ser obrigada pelo Ministério das Relações Exteriores (Brasil) a abandonar sua carreira diplomática, continuou prestando serviços à política externa brasileira. Foi leitora de Literatura e Cultura Brasileira no Instituto Universitário Bérgamo, na Itália, em 1984, ajudando na divulgação de escritores brasileiros no exterior.[carece de fontes?]
Desde o divórcio, na década de 1970, tenta voltar para o serviço diplomático, pelo qual poderia estar aposentada hoje,  como embaixadora.. .Em 2014, a Comissão Nacional da Verdade reconheceu sua história como “Caso emblemático nacional de discriminação contra a mulher”. Seguiu-se uma rumorosa ação de reintegração na carreira e indenização , que ainda não teve seu desfecho definitivo.
A terceira tentativa de Cecília retomar o cargo ocorreu em 2001, quando, aos 70 anos, ela candidatou-se e foi aprovada para um cargo comissionado dentro do Itamaraty, o de diretora do Instituto de Estudos Brasileiros em Montevidéu. Ela atendia a todos os requisitos do concurso: era diplomata formada, professora e tinha experiência no serviço público. Em seguida, teve a aprovação retirada por causa de sua idade, que estaria dentro da aposentadoria compulsória dos quadros de pessoal do Itamaraty. Foi à Justiça para assegurar a posse, e perdeu, mais uma vez, a chance de exercer a carreira diplomática.[carece de fontes?]
Durante quase 20 anos (1962 a 1981) Cecilia manteve também um grande interesse por teatro, tendo iniciado sua carreira como dramaturga em Nova York, após ter feito cursos em dramaturgia, direção e crítica,  na The New School for Social Research  e no Gene Frankel´s Theatre Workshop. Participou ativamente da vanguarda, como adviser, em um grupo que se tornaria muito famoso, o Open Theatre dirigido por Joe Chaikin  –  para o qual escreveu  uma “ Plataforma de Dramaturgia”, reproduzida no Brasil no jornal O Estado de São Paulo, por empenho do crítico  Décio de Almeida Prado.  Teve também peça produzida , em novembro de 1964  – Central Park Bench  Number 33, Flight 207 - , no Judson Poets´Theatre, considerado como o mais importante centro teatral experimental da cidade de Nova  York . Dirigida por Peter Feldman, um jovem diretor que viria também a ser famoso,  obteve críticas muito favoráveis nos jornais The New York Post e The Village Voice.[carece de fontes?]
De seu casamento com Sergio Paulo Rouanet, Cecilia tem dois filhos, Marcelo Rouanet , nascido em 1961 e Luiz Paulo Rouanet, nascido em 1964. Tem três netos, Flora, Henrique e Laura.[carece de fontes?]
Desde 2007 Cecilia vive em Campinas (SP), atuando como jornalista e como escritora. Pertence atualmente à equipe de pesquisadores do Instituto Hercule Florence, que tem sedes em São Paulo e Lisboa. Está terminando um romance baseado em fato real de violência contra a mulher, e tem inédito, um grande acervo: além de cinco livros de contos e de ensaios, tem cerca de 1000 páginas de diários críticos, em 23 volumes, correspondentes aos anos de 1993 a 2020.[carece de fontes?]
Diretora da União Brasileira de Escritores (UBE) no período 1998-2000. É sócia-titular do Instituto Histórico e Geográfico de São Paulo (desde 2003). É desde 2008 membro da Academia Campineira de Letras e Artes.  Desde 2015 é membro da Academia Campinense de Letras.[carece de fontes?]
No período de 1984 a 1986 exerceu, indicada pelo Itamaraty, a função de Leitora de Língua Portuguesa e Literatura Brasileira no Instituto Universitário de Bérgamo (Itália). Foi crítica de teatro da Revista ISTOÉ nos anos 1970 (membro da APCA).[carece de fontes?]

## Prêmios
- Revelação de Autor-APCA/1978 ao livro ” O Caos na Sala de Jantar” (novela e contos);[carece de fontes?]
- Ao mesmo livro, quando ainda inédito, Prêmio Governador do Estado de São Paulo/1962 (Segundo lugar, Menção Honrosa);[carece de fontes?]
- e ao livro de contos As raízes predatórias, Prêmio José Lins do Rego de Ficção de 1965 (Segundo lugar, Menção Honrosa);[carece de fontes?]
- Menores no Brasil: a loucura nua (1981 e 1998) (reportagem ganhadora do Prêmio ESSO de Reportagem/1980).[carece de fontes?]

## Obras

#### Livros publicados
Desde 1955 conta com 17 livros próprios, sendo 8 de ficção e 9 de ensaios e jornalismo
- Nós,  que nem ao menos somos deuses (ACL-Pontes, 2020)
- Sou Mulher, Logo, Não Existo (Amazon Kindle, 2016)

- O Caos na Sala de Jantar (Moderna, 1978 / Amazon Kindle, 2016)
- Profissionais da Solidão (Senac, 2013)
- Entre o Itinerário e o Desejo (Scortecci, 2012)
- Faróis Estrábicos na Noite (Bertrand, 2009)
- A  Pena e o Espartilho (Atalanta, 2007)
- O País dos Homens de Gelo (Atalanta, 2007)
- Atrás da porta da História (Atalanta, 1998)
- Diários de Viagem - Franz Kafka(edição, organização, notas, Atalanta, 1997)
- Estudos de Interiores para uma Arquitetura da Solidão (DBA, 2004)
- Menores do Brasil: a louca nua (Alternativa, 1981-Atalanta, 1998)
- Ponto Morto (Edigraf, 1955)

#### Traduções
Mais de 39 livros traduzidos (de 1972 a 2016) de diversas áreas, principalmente de literatura, filosofia e história:
- Um chute na rotina: Os quatro papéis essenciais do processo criativo, de Roger Von Oech. São Paulo: Cultura Editores Associados, 1994.
- Ciência e vida civil no Renascimento italiano, de Eugénio Garin. [tradução Cecília Prada]. São Paulo: Editora UNESP, 1996.
- A cidade polifônica: ensaio sobre a antropologia da comunicação urbana, de Massimo Canevacci. São Paulo: Studio Nobel, 1997.
- O valor das emoções (Valuing emotions), de Michael Stocker e Elizabeth Hegeman. São Paulo: Editora Palas Athena, 2001.
- Arte Grega, de Mark D. Fullerton. São Paulo: Odysseus, 2002.
- Joseph Campbell - vida e obra - a jornada do herói, de Phil Cousineau. biografia. São Paulo: Editora Ágora, 2003.
- A sabedoria de Carl Jung (The wisdow of Carl Jung), de Edward Hoffman. São Paulo: Editora Palas Athena, 2005.
- Sujeito Medieval/Moderno: texto e governo na idade media (Subject medieval/modern), de Peter Haidu.Coleção Ideias. São Leopoldo RS: Editora Unisinos, 2006.
- A conquista da abundância: uma história da abstração versus a riqueza do ser (Conquest of abundance: a tale abstration versus the richness of being), de Paul Feyerabend. Coleção Filosofia e ciência. São Leopoldo RS: Editora Unisinos, 2006.
- Arquimedes: uma porta para a ciência (Archimedes and the door of science), de Jeanne Bendick. Coleção Imortais da Ciência. São Paulo: Odysseus, 2ª ed., 2006.
- Eu, Claudio (I, Claudius), de Robert Graves. São Paulo: Editora A Girafa, 2007.
- Isaac Babel: contos escolhidos (The collected stories of Isaac Babel), de Isaac Babel. São Paulo: Editora A Girafa, 2008.
- Amo Paris: minha Paris do sabor em 200 endereços, de Alain Ducasse. São Paulo: Editora SENAC, 2011.
- Compreender o mundo (comprendre le monde), de Pascal Boniface. São Paulo: Editora SENAC, 2011
- Do cinematográfico ao televisivo (De lo cinematografico a lo televisico: metalevision, lenguaje & temporalidad), de Mario Carlon. São Leopoldo RS: Editora Unisinos, 2012.
- O livro das coisas perdidas (The book of lost things), de John Connolly. Rio de Janeiro: Editora Bertrand Brasil, 2012.
- A nova arte, de Gregory Battcock. Coleção Debates. São Paulo: Editora Perspectiva, 2ª ed., 2013.
- Um longo caminho (A long long way), de Sebastian Barry. Rio de Janeiro: Bertrand Brasil, 2014
- O último verão, de Cesarina Vighy. Rio de Janeiro: Editora Bertrand Brasil, 2014.
- A perfeita ordem das coisas (The perfect order of things), de David Gilmour. Selo Jardim dos livros. São Paulo: Geração Editorial, 2014.
- A imaginação liberal, de Lionel Trilling. São Paulo: Editora É Realizações, 2015.
- O uso da poesia e o uso da crítica (The user of poetry and the use of criticism), de T. S. Eliot. São Paulo: Editora É Realizações, 2015.

#### Teatro
Tem sete peças escritas, em português e em inglês, tendo estreado em Nova York (“Central Park Bench number 33, flight 207 – Judson Poet´s Theatre, 1964). Escreveu também uma adaptação do livro “Retrato do artista quando jovem”,de James Joyce. No Brasil, foram encenadas adaptações de contos seus e também de seu livro (reportagem premiada com o ESSO) “Menores no Brasil: a loucura nua”:
- La Pietà (1986)
- A Clínica ao lado (1984)
- A loucura nua (1984)
- Cia. Século XX de Responsabilidade Ltda. (1966)
- Central Park Bench Number 33, Flight 207 (1964)